# Iglesia Matriz de Santa Catalina
La Iglesia Matriz de Santa Catalina llamada también Iglesia blanca de Juliaca, está construida al lado este de la Plaza de Armas de Juliaca. 

## Historia
El inicio de su construcción por los padres jesuitas data del año 1649 sin embargo no fue culminada hasta 125 años después, muestra de ello es su única torre de campanario, construida íntegramente con sillar traído desde las canteras de Arequipa. Actualmente está bajo el mando de la congregación Franciscana.
Este monumento empezó a construirse a fines del siglo XVI por iniciativa de la orden de los jesuitas. Fue culminado a fines de 1774 en plena época virreinal.

## Características
Presenta un estilo arquitectónico barroco indigenista. En su estructura predomina escenalmenter el sillar labrado. Destaca su cúpula, su portada y campanario. En su interior se conservan obras de arte, como lienzos. Hoy está a cargo de la orden franciscana.
La iglesia posee una muy buena construcción

## Galería

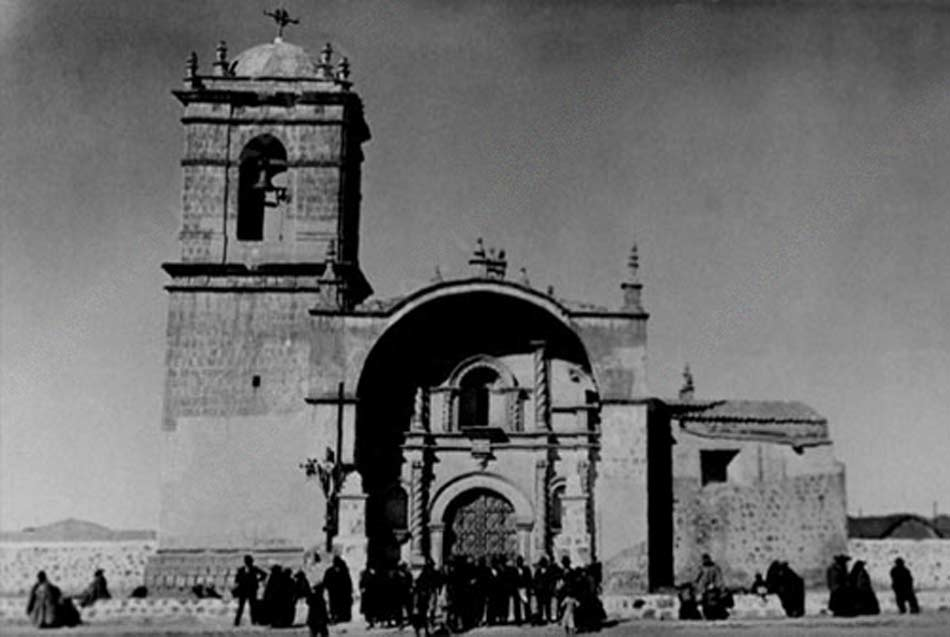
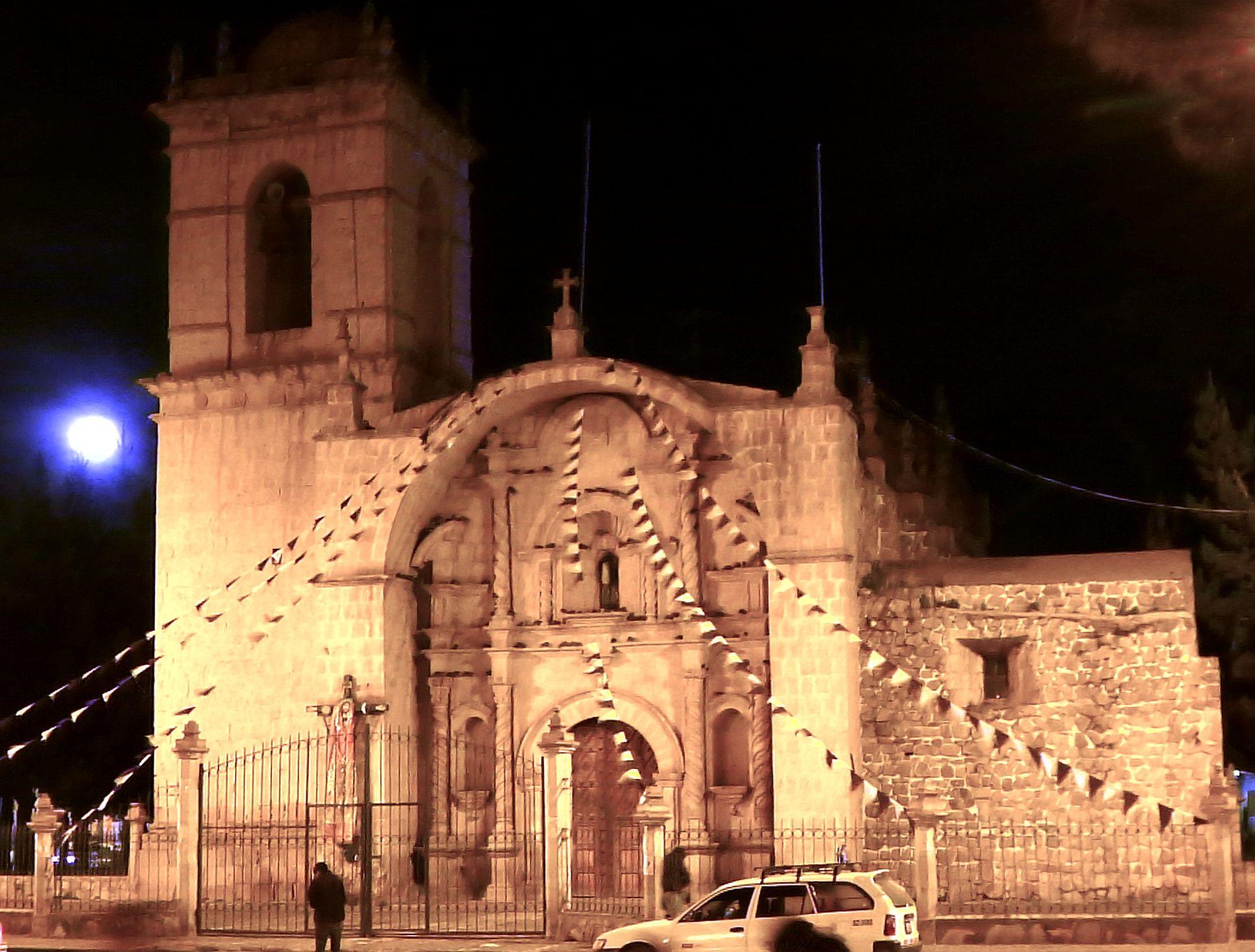
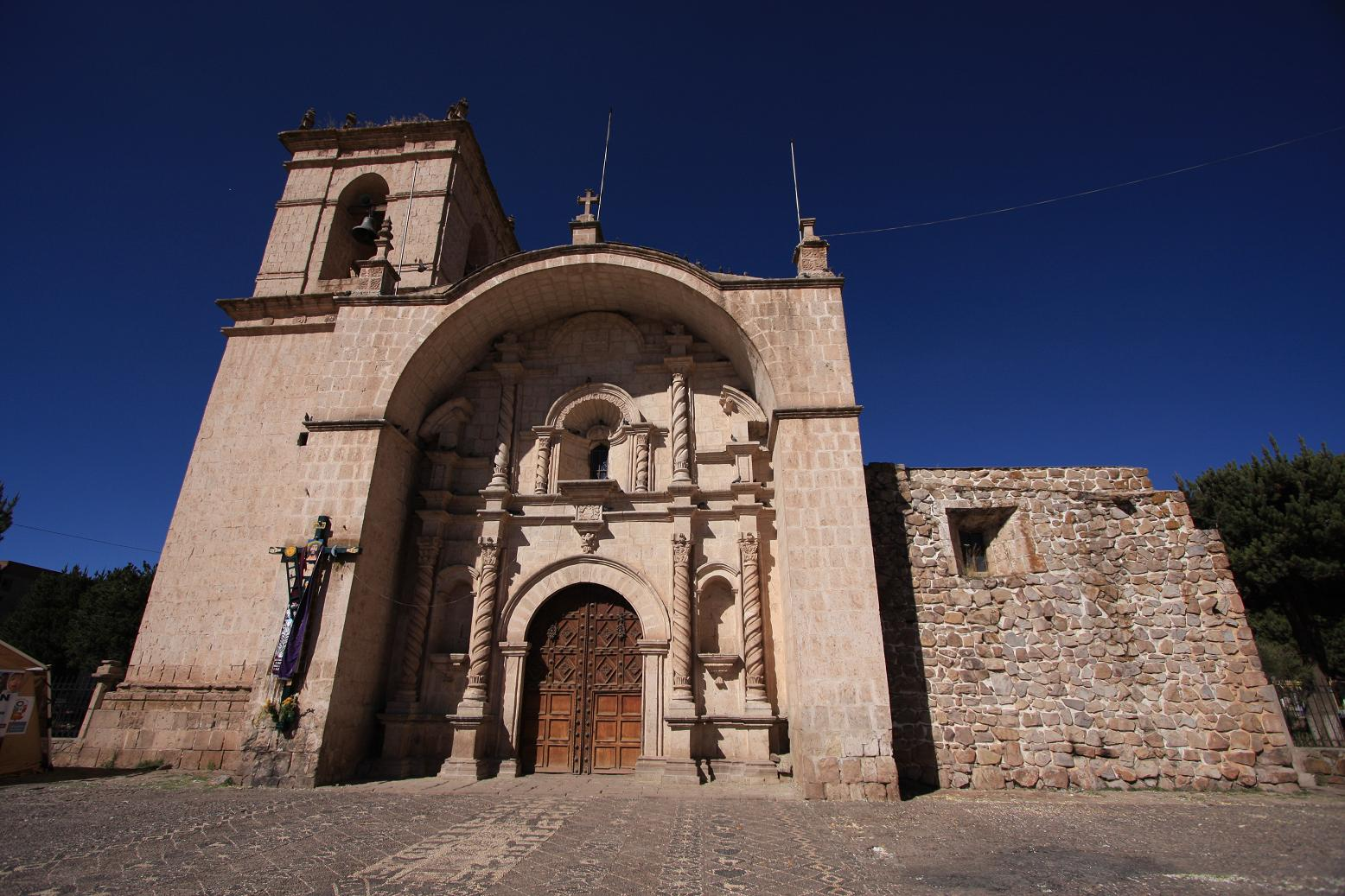

## Afiliaciones
- Convento Franciscano de Juliaca
- Colegio Parroquial Franciscano San Román
- Parroquia Santa Catalina